# Société linnéenne de Provence
La Société linnéenne de Provence est une société savante de naturalistes basée sur Marseille. Elle fait partie des nombreuses sociétés linnéennes ainsi nommées en hommage au naturaliste suédois Carl von Linné (1707-1778).

## Présentation
Elle organise des conférences sur les sciences naturelles à l’Université de Provence Aix-Marseille I pôle St Charles. La société y mène des projets de recherches en collaboration avec d’autres structures comme le Muséum d’histoire naturelle de Marseille ou le Conservatoire botanique national de Porquerolles avec qui elle mène un projet d’atlas de la flore des Bouches-du-Rhône.  Les membres viennent de tout le département et ce depuis le début de sa création. Les activités sont donc reparties sur tout le département voire la région Provence-Alpes-Côte d'Azur.

## Historique
Depuis  sa création en 1909, avec le statut d’association loi de 1901, la Société linnéenne de Provence publie des bulletins annuels, organise des conférences et des sorties visant à promouvoir les sciences naturelles. La séance de fondation du 22 avril 1909 s’est déroulée chez Elzéar Abeille de Perrin, premier président de l’association.
Jusqu’en 1914 elle rassemble principalement des universitaires et des naturalistes amateurs. La Première Guerre mondiale marqua un frein dans la progression, en atteste Le Tome III qui recouvre les années 1914-1919 ne comporte que 16 pages contre 276 pour le Tome I et 100 pour le Tome II. L’activité de l’association est encore nettement ralentie pendant l’entre les deux guerres.
C’est René Molinier (es) (1899-1975), spécialiste d’écologie végétale qui, en 1945, lui donne une nouvelle dynamique avec l’organisation de sorties plus régulières et l’élargissement du recrutement.
En 1959, pour son cinquantième anniversaire, la Société linnéenne de Provence comptait 228 articles publiés.

## Publications
- Bulletins de la Société Linnéenne de Provence (1909-)[9]